# دويدستو (كورنوال)
دويدستو (بالإنجليزية: Davidstow)‏ هي قرية و أبرشية مدنية تقع في المملكة المتحدة في إنجلترا. يقدر عدد سكانها بـ 470 نسمة .

## معرض صور

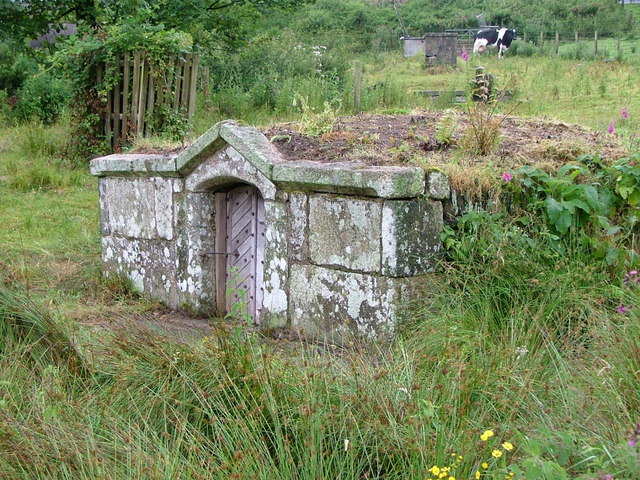
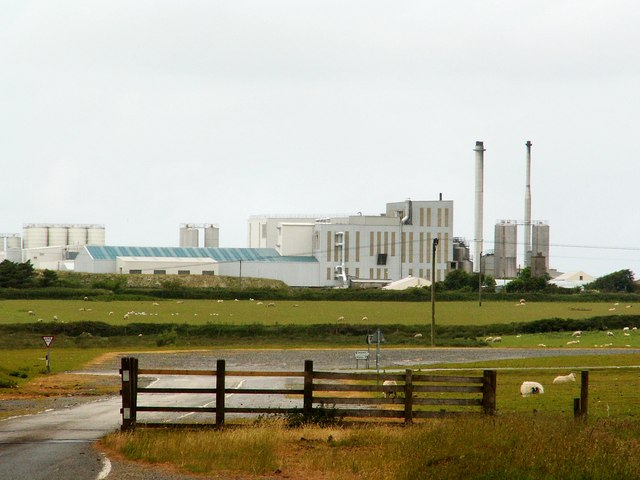
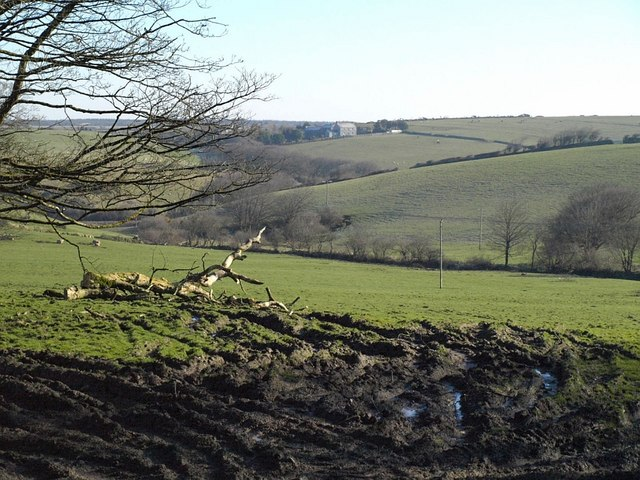
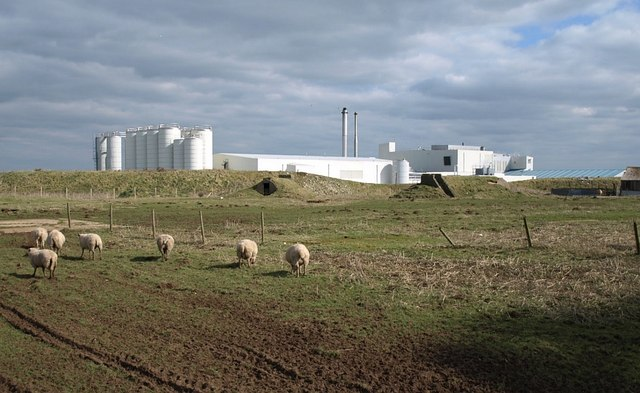